# Chugai

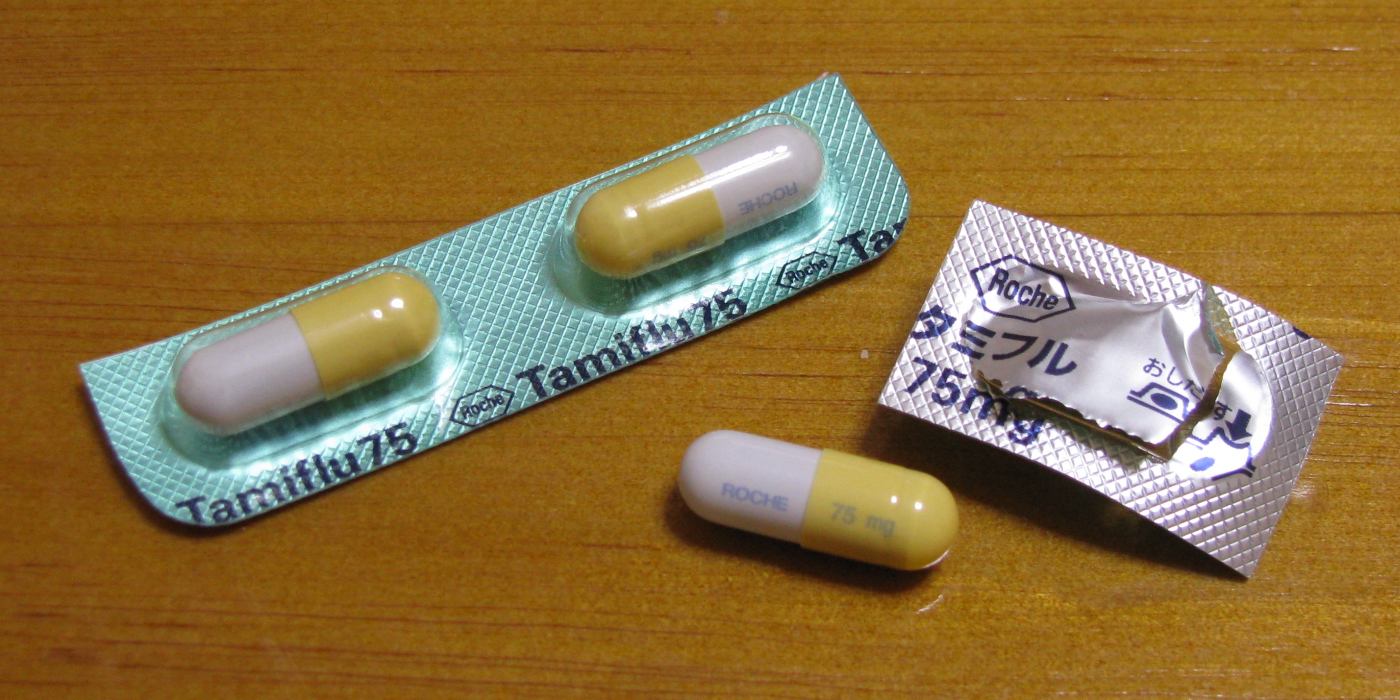
Tamiflu prodotto dalla Chuai

La Chugai, chiamata ufficialmente Chugai Pharmaceutical Co. (中外 製 薬 株式会社?, Chūgai Seiyaku Kabushikigaisha), è una società giapponese produttrice di farmaci quotata alla borsa di Tokyo.
È una filiale controllata dalla Hoffmann–La Roche, che dal 30 giugno 2014 detiene il 62% della società.